# Arucas
Arucas is een plaats en gemeente in de Spaanse provincie Las Palmas in de regio Canarische Eilanden op het eiland Gran Canaria. Behalve de gelijknamige plaats liggen in de gemeente Arucas nog een aantal andere dorpskernen. De gemeente heeft een oppervlakte van 33 km² en telt 37.299 inwoners (1 januari 2016).

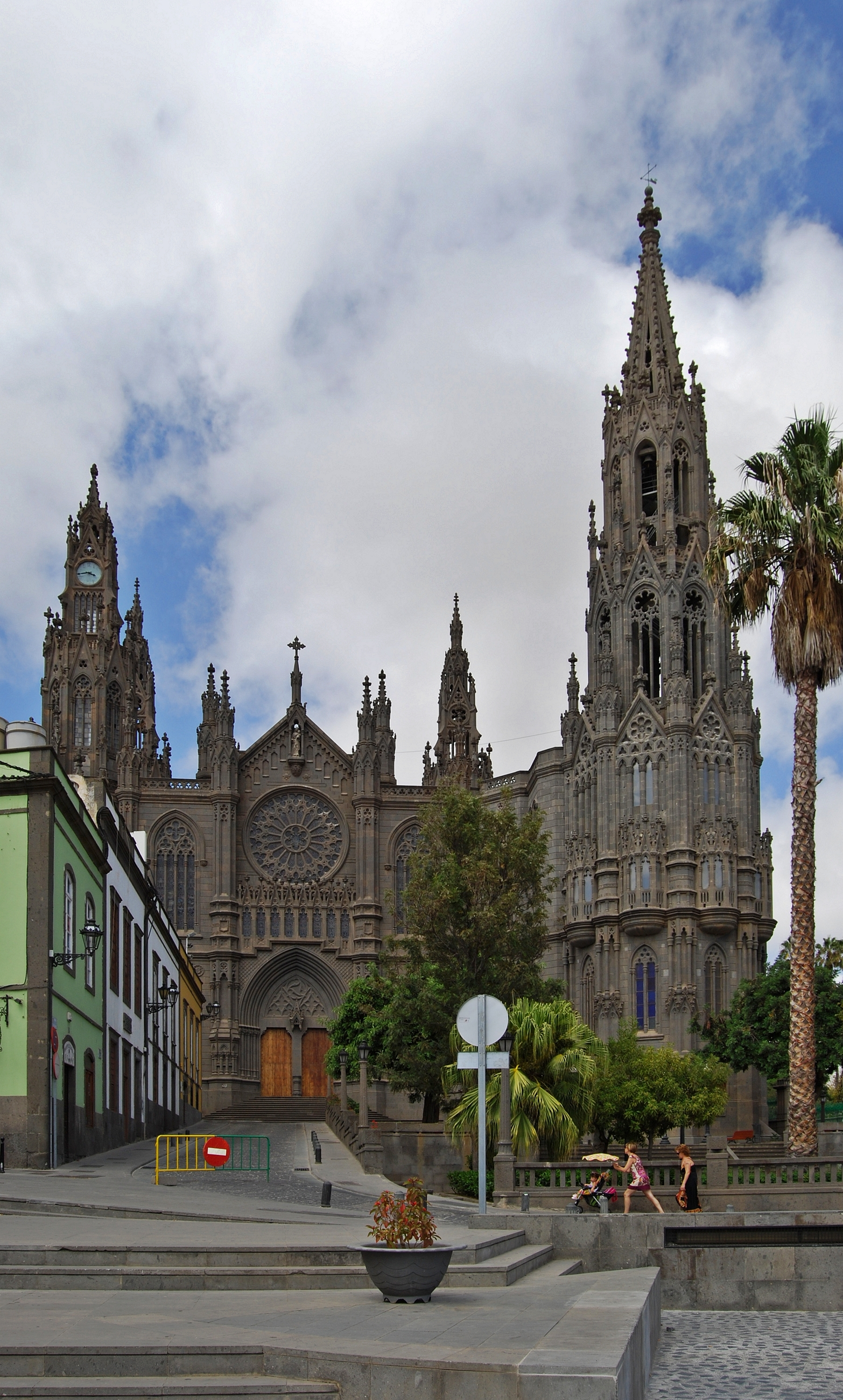
San Juan Bautista

De plaats Arucas werd in 1480 herbouwd nadat het in 1478 compleet verwoest was door de Spaanse veroveraars. Eind 19e eeuw kreeg de binnenstad het gestalte zoals we nu kennen toen de stad stadsrechten verwierf.
De parochiekerk San Juan Bautista is in architectonisch opzicht het belangrijkste gebouw in de gemeente en heeft ook een grote maatschappelijke waarde. De gebruikte steen, die door plaatselijke meesterambachtslieden is bewerkt, is uit Arucas zelf afkomstig. De bouw begon in 1909 en in 1977 werd laatste hand gelegd aan de hoofdtoren, hoewel er al sinds 1917 diensten worden gehouden. De kerk heeft rijk bewerkte zuilen, fraaie raampartijen, werken van de Canarische schilder Cristóbal Hernández de Quintana en een bijzonder beeld van een liggende Christus, gemaakt door de uit Arucas afkomstige beeldhouwer Manuel Ramos. De kerk staat aan de Plaza de San Juan, vanouds het centrum van de stad. Rondom dit plein staan gebouwen uit verschillende tijdperiodes van de 17e tot de 20e eeuw.
Aan de Plaza de la Constitución staan het gemeentehuis (1875) en het gebouw van de overdekte markt. Beide gebouwen zijn van grote architectonische waarde, net als het cultureel centrum, de 'Casa de la Cultura', een traditioneel Canarisch herenhuis uit de zeventiende eeuw, met een door balkons omringde binnenplaats. In dit gebouw zijn de bibliotheek en het gemeentearchief gevestigd.
Verder staat in Arucas de beroemde rumfabriek Arehucas, die in 1884 is opgericht. De bodega van de rumfabriek is bezocht door vele beroemdheden die op de eiken vaten hun handtekening hebben gezet.
Arucas heeft ook een rijke ambachtelijke traditie, vooral op het gebied van steenhouwen. Andere ambachten zijn o.a. houtsnijwerk, de bouw van muziekinstrumenten en het maken van rieten manden. In het centrum van Arucas en de omliggende wijken liggen de werkplaatsen van de ambachtslieden.

## Afbeeldingen

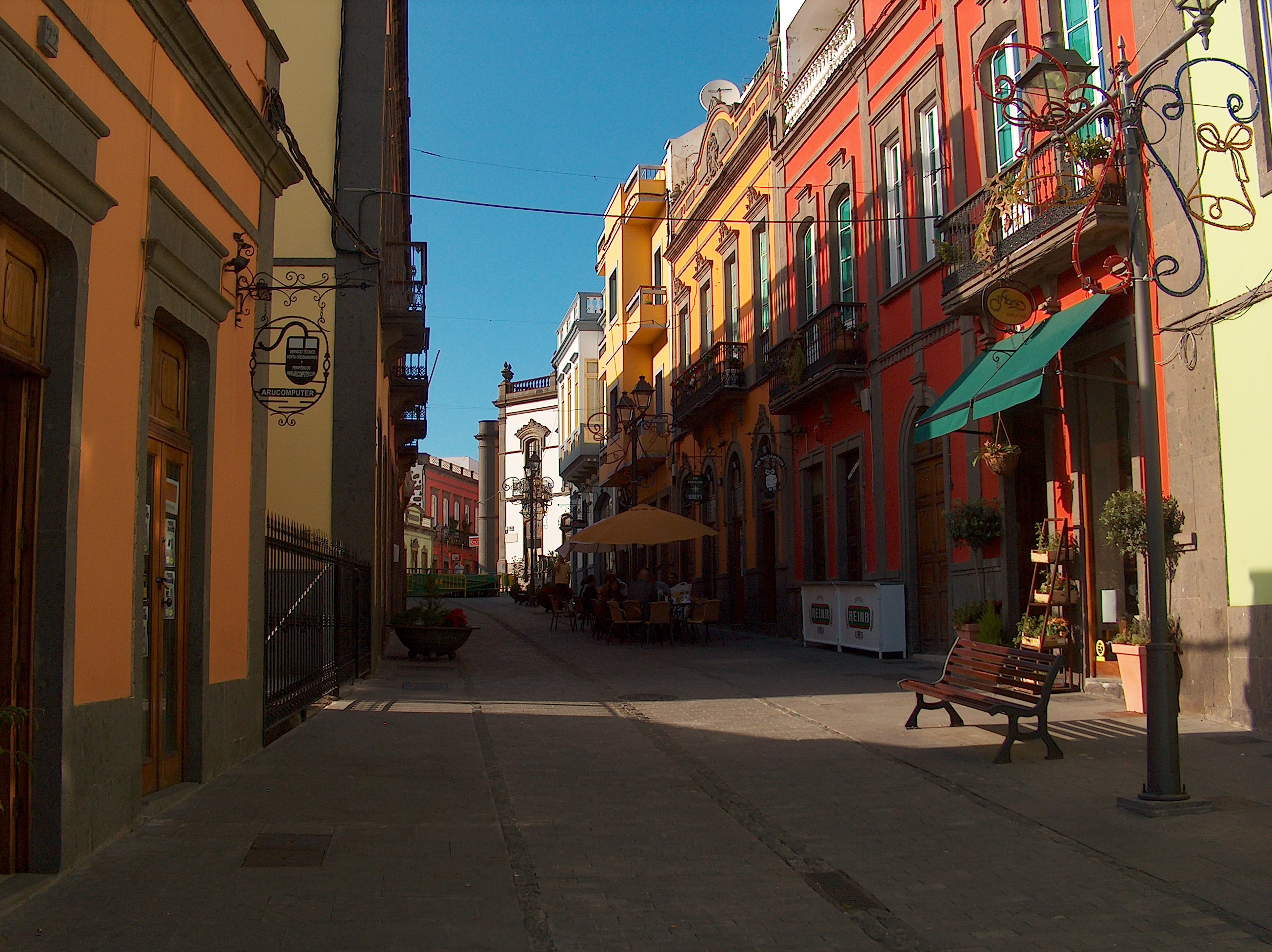
Straat in Arucas
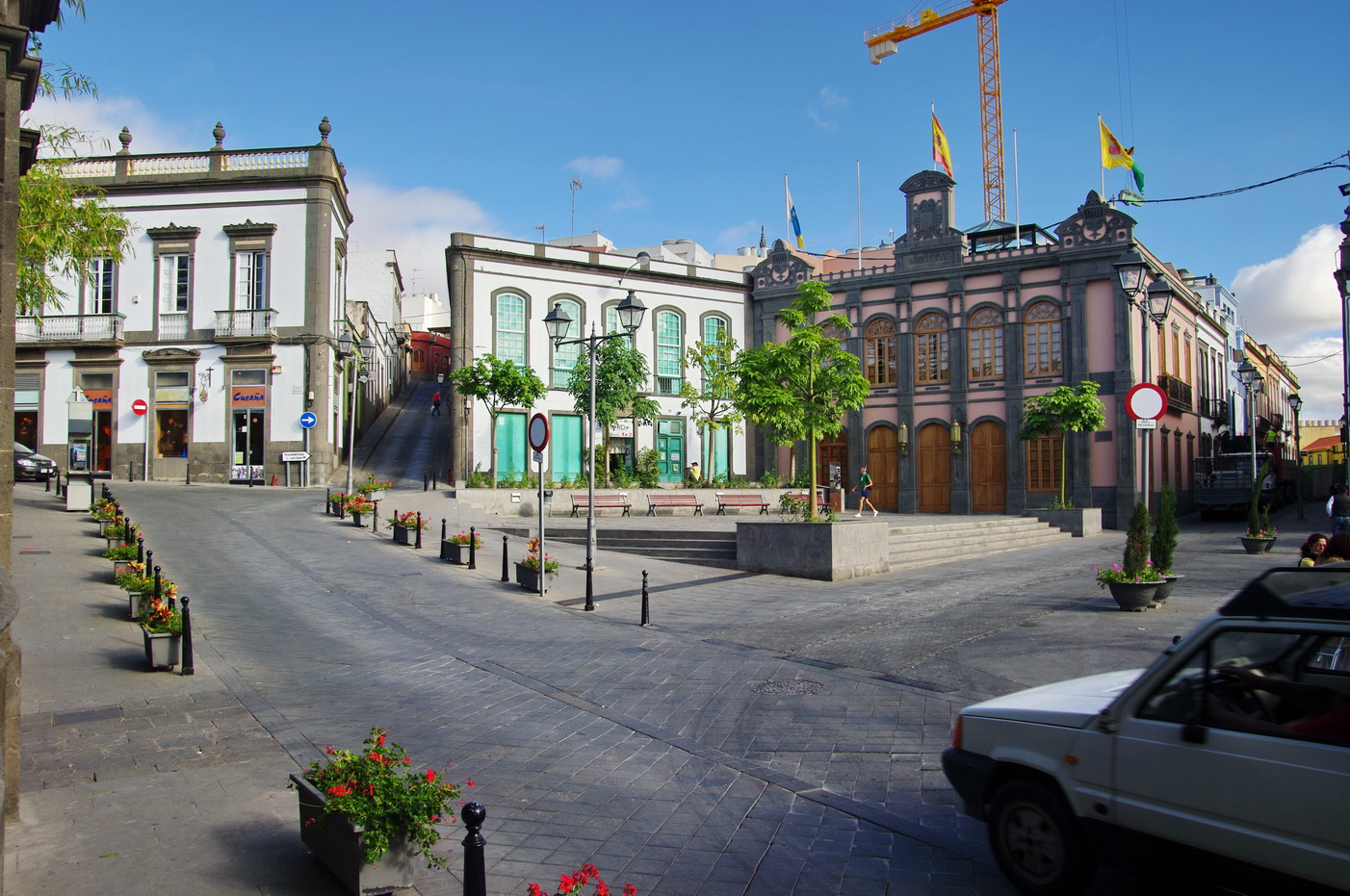
Plaza de la Constitución
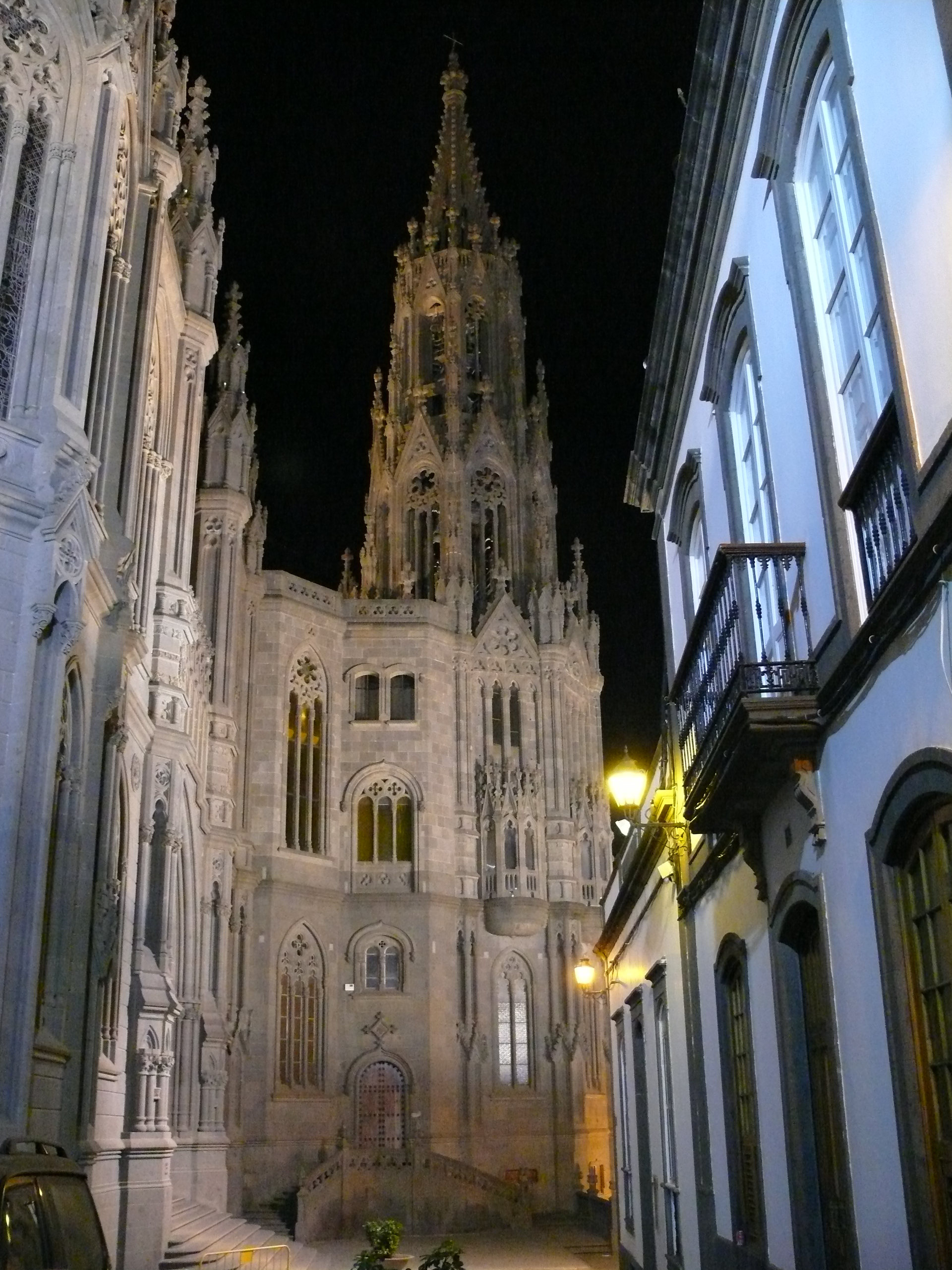
San Juan Bautista bij nacht

## Demografische ontwikkeling
Bron: INE; 1857-2011: volkstellingen
Hoofdstad: Las Palmas de Gran Canaria

Gemeenten / gemeentelijke hoofdsteden: Agaete · Agüimes · Artenara · Arucas · Firgas · Gáldar · Ingenio · La Aldea de San Nicolás · Mogán · Moya · San Bartolomé de Tirajana · Santa Brígida · Santa Lucía de Tirajana · Santa María de Guía de Gran Canaria · Tejeda · Telde · Teror · Valleseco · Valsequillo de Gran Canaria · Vega de San Mateo

Overige plaatsen: Arguineguín · Fataga · Maspalomas · Playa del Inglés · Puerto de las Nieves · Puerto de Mogán · Puerto Rico · San Agustín